# Національні лабораторії Міністерства енергетики США

Печатка Міністерства енергетики США

Національні лабораторії Міністерства енергетики США (англ. United States Department of Energy National Laboratories and Technology Centers) — це система різноманітних лабораторій та установок на території США, що знаходяться під юрисдикцією Міністерства енергетики США (англ. Department of Energy, DOE), та слугують для розвитку новітніх технологій з метою просування економічних та оборонних національних інтересів Сполучених Штатів. Більшість національних лабораторій Міненергетики є по суті фінансованими урядом науково-дослідницькими центрами, що управляються та укомплектовуються персоналом приватними корпораціями або університетами в межах контракту з Міністерством енергетики.

## Перелік національних лабораторій Міністерства енергетики США

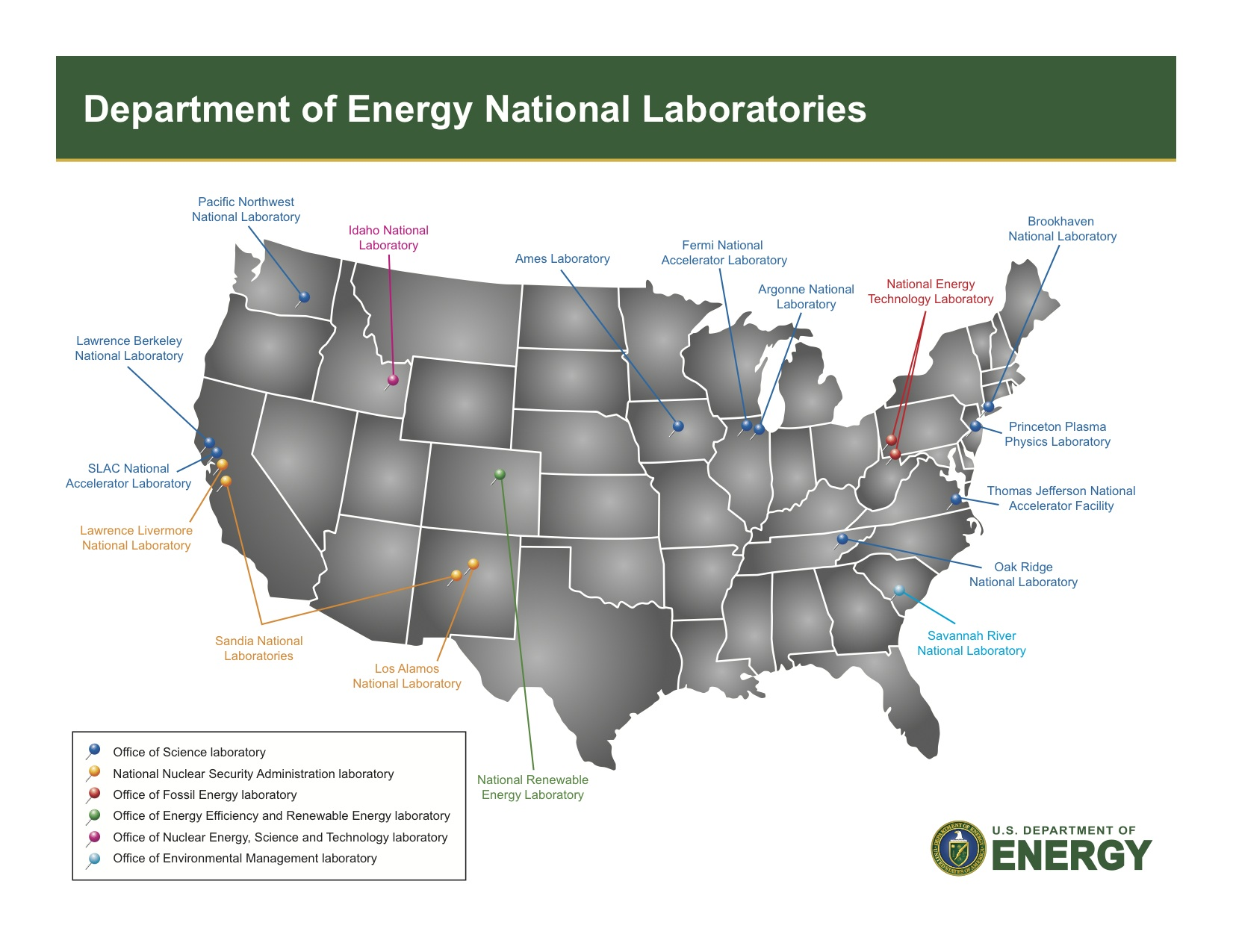
Розміщення 13-ти національних лабораторій станом на 2010 р.

На сьогодні під юрисдикцією Міністерства енергетики США знаходиться 16 національних лабораторій:
- Національна лабораторія ім. Лоуренса в Берклі (англ. Lawrence Berkeley National Laboratory), Берклі, Каліфорнія (1931)
- Лос-Аламоська національна лабораторія (англ. Los Alamos National Laboratory) Лос-Аламос, Нью-Мексико (1943)
- Ок-Риджська національна лабораторія (англ. Oak Ridge National Laboratory), Ок-Ридж, Теннессі (1943)
- Аргонська національна лабораторія (англ. Argonne National Laboratory), Графство ДюПаж, Іллінойс (1946)
- Амеська лабораторія (англ. Ames Laboratory), Амес, Айова (1947)
- Брукхевенська національна лабораторія (англ. Brookhaven National Laboratory), Аптон, Нью-Йорк (1947)
- Національні лабораторії Сандія (англ. Sandia National Laboratories), Альбукерке, Нью-Мексико та Лівермор, Каліфорнія (1948)
- Національна лабораторія Айдахо (англ. Idaho National Laboratory), між Арко та Айдахо Фолз, Айдахо (1949)
- Принстонська національна лабораторія фізики плазми (англ. Princeton Plasma Physics Laboratory) Принстон, Нью-Джерсі (1951)
- Ліверморська національна лабораторія ім. Лоуренса (англ. Lawrence Livermore National Laboratory), Лівермор, Каліфорнія (1952)
- Національна лабораторія Саванна-Рівер (англ. Savannah River National Laboratory), Айкен, Південна Кароліна (1952)
- Національна лабораторія поновлюваних джерел енергії (англ. National Renewable Energy Laboratory), Голден, Колорадо (1956)
- Національна прискорювальна лабораторія SLAC (англ. SLAC National Accelerator Laboratory), Менло-Парк, Каліфорнія (1962)
- Тихоокеанська північно-західна національна лабораторія (англ. Pacific Northwest National Laboratory) Річленд, Вашингтон (1965)
- Національна прискорювальна лабораторія ім. Енріко Фермі (англ. Fermi National Accelerator Laboratory) Батавія, Іллінойс (1967)
- Національна прискорювальна установка ім. Томаса Джеферсона (англ. Thomas Jefferson National Accelerator Facility) Ньюпорт-Ньюз, Вірджинія (1984)